# Пороша
Поро́ша — выпавший ночью и переставший идти к утру снег, на котором отпечатываются свежие следы жировавших (то есть бегавших для отыскания корма) ночью животных. Пороши разделяются на:
- верховые (когда снег при тихой погоде идёт сверху),
- низовые или заносные (от позёмки — движения снега ветром),
- мелкие и глубокие (от сравнительной глубины следа),
- мёртвые (при толстом снежном слое глубже 18 см, не дающем зверю хода),
- печатные (когда след особенно рельефно отпечатывается),
- тёплые (на тающем снеге),
- мягкие (не дающие шума — при тёплой погоде),
- жёсткие (шумящие — при рыхлом снеге в морозную погоду),
- слепые (когда, вследствие поздно выпавшего снега и других причин, никаких следов на снегу не видно)[1].

Пороша — пушной рыхлый снег, идущий в безветрие, а потому покрывающий землю ровно.
Пороша — свежий слой выпавшего с вечера или ночью снега.